# 아시리체프노미
아시리체프노미 (アシㇼチェㇷ゚ノミ 、Asir Cep Nomi)는 아이누어로 ‘새로운 연어를 맞이하는 의식’으로 메이지 이후 홋카이도 내의 연어 수렵이 전면 금지되었으나, 아이누 민족의 복권 일환으로 1982년에 부활하였다.

## 개요
연어는 아이누어로 카무이체프(カムイチェプ), ‘신의 물고기’라는 의미를 지니며 아이누의 생활에 매우 중요한 위치를 차지해 왔다. 매해 가을, 바다에서 거슬러 올라와 처음으로 코탄(コタン)에 모습을 나타내는 연어를 아시리체프라고 한다. 아시리체프가 나타나면 마을 사람들이 그 해의 풍어(豐漁)를 기원하는 카무이노미(신을 향한 기도)를 하고, 그 해 처음으로 잡은 연어를 신에게 바치는 의식이 바로 아시리체프노미이다.

## 넘겨주기
- https://web.archive.org/web/20190227060122/http://www.hokkaidolikers.com/events/607 　（아시리체프노미 실행위원회 사무국)
- http://www.city.sapporo.jp/shimin/bunkazai/event/documents/asiri3.html (삿포로시)

1. ↑  어느 아이누 이야기 : 징용조선인과 소수민족 사이에서 태어난 한 아이누의 일생 | 오가와 류키치 저/박상연 역 | 모시는사람들 | 2019년 1월